# Ciara Horne
Ciara Horne, verh. Oliva, (* 7. September 1989 in Harrow) ist eine ehemalige britische und zuvor irische Radsportlerin.

## Sportliche Laufbahn
2011 wurde Ciara Horne bei den irischen Bahnmeisterschaften jeweils Vize-Meisterin in Einerverfolgung, Scratch und 500-Meter-Zeitfahren. Im selben Jahr belegte sie bei den Bahn-Europameisterschaften gemeinsam mit dem irischen Team Rang sieben.
Im Juli 2012 erklärte Horne, die in England geboren wurde, dass sie wegen der finanziellen Probleme des irischen Radsportverbandes zu British Cycling wechseln werde. Unter diesen Bedingungen könne sich ihr Traum nicht erfüllen, die erste irische Radsportlerin zu werden, die eine olympische Medaille erringe.
2014 wurde Ciara Horne mit Laura Trott, Katie Archibald und Elinor Barker Europameisterin in der Mannschaftsverfolgung. Im Jahr darauf errang sie bei der Europameisterschaft in der Einerverfolgung die Bronzemedaille. Bei den UCI-Straßen-Weltmeisterschaften 2016 belegte sie im Mannschaftszeitfahren mit der Mannschaft von Cervélo Bigla Pro Cycling Team Platz drei.
Im März 2017 war Horne, als sie mit dem Fahrrad auf dem Weg zur Arbeit im walisischen Llantrisant war, in einen Verkehrsunfall verwickelt. Sie erlitt schwere Prellungen und Schnitte. Wenige Wochen später erklärte sie, dass sie psychologische Hilfe benötige, da sie seit dem Unfall Angst habe, auf der Straße Rad zu fahren. 2018 erklärte sie, es sei ihr Ziel, bei den Commonwealth Games 2018 zu starten, konnte sich aber nicht qualifizieren.

## Diverses
Ciara Horne ist verheiratet mit dem früheren Radsportler Lewis Oliva und trägt dessen Familiennamen. Sie ist als Physiotherapeutin tätig.

## Erfolge
2014
- Europameisterin – Mannschaftsverfolgung (mit Katie Archibald, Laura Trott und Elinor Barker)
- Weltcup in Guadalajara – Mannschaftsverfolgung (mit Laura Trott, Elinor Barker, Amy Roberts und Katie Archibald)
- Weltcup in London – Mannschaftsverfolgung (mit Laura Trott, Elinor Barker und Katie Archibald)

2015
- Europameisterschaft – Einerverfolgung
- Britische Meisterin – Mannschaftsverfolgung (mit Katie Archibald, Joanna Rowsell-Shand und Sarah Storey )

2016
- Weltmeisterschaft – Mannschaftszeitfahren

## Teams
- 2016 Cervélo Bigla Pro Cycling Team (ab 8. September)
- 2017 Cervélo Bigla Pro Cycling Team